# Gabrielle Bernard
Gabrielle Bernard (Moustier-sur-Sambre, 1893 – Moustier-sur-Sambre, 1963) est une poétesse belge d’expression wallonne.

## Biographie
Gabrielle Bernard vit le jour à Moustier-sur-Sambre le « 26 mars 1896 à 21h00 », précise son acte de naissance. Elle y vécut toute sa vie jusqu'à son décès en 1963.
Si à quatre ans elle savait lire, elle ne fit que des études primaires. Elle assimila seule le programme de l'enseignement secondaire – hormis les mathématiques, qu'elle n'appréciait guère. Elle rêvait d’être institutrice mais fut employée d’industrie.
Elle perd son fiancé pendant la Grande Guerre et sa solitude fut le ferment d’une inspiration qui s’exprime dans plusieurs recueils de poèmes français. Seul En attendant la caravelle a été publié en 1936, sous le pseudonyme de F.-José Maugis, inspiré de son parrain
Elle se met au wallon sur le tard, vers 1930, à la demande de Ernest Montellier, en écrivant Li Bètch-aus-rotches. Elle est reçue membre du cercle littéraire dialectal Lès Rèlîs Namurwès en 1930. En 1933, elle obtient la cocarde décernée au membre ayant fourni le travail le plus méritoire au cours de l'exercice écoulé. Elle est élevée au grade de Membre d’honneur en 1952
C’est la vie qu'elle avait pu observer dans sa région de Moustier-sur-Sambre qui l'inspira, notamment pour la description du pays minier. Le folklore lui inspira également la pièce Flora dal Hoûlote, qui fut montée au Théâtre royal de Namur, et réalisée pour la RTBF dans les années 1980.
Elle fut une des premières femmes à écrire en wallon et ouvrit la porte à une série d'écrivaines, telles Marcelle Martin, Jeanne Houbart-Houge, Geneviève Pittelioen, Jenny d'Inverno, Josée Spinosa-Mathot, Chantal Denis, Danielle Trempont, Rose-Marie François.
En 1951, elle reçoit le prestigieux Prix biennal de littérature wallonne de la Ville de Liège. Elle est la première femme à le recevoir.

## Analyse de l'œuvre
L'art de cette poétesse  – accessible à tous les francophones  – dit à la fois la langue qu'elle utilise et le contraste rural/industriel du pays wallon, en mettant en parallèle une catastrophe minière et la paix des champs comme dans L’èboul’mint [L'Éboulement]. Dans ce poème, apercevant une galerie mal étançonnée, le porion (chef mineur) donne l'alarme, mais trop tard :  
li voûssure a churé su l’moncia qui s’comèle
tote li winne si rècrase èt stofe lès ûrlemints
(« la voûte s'est déchirée sur le tas de pierres qui s'écroule
toute la veine s'écrase et étouffe les hurlements. »)
À la surface, au même instant, le monde demeure indifférent, le charretier commande à son cheval, des enfants enfilent des marguerites, 
et l’grand solia d’julèt′ fêt meûri lès frumints...
(« et le grand soleil de juillet fait mûrir le froment... »)
Autre dualité, le choix du français et/ou du wallon pour s'exprimer est aussi caractéristique de bien des auteurs wallons (de langue française ou wallonne) qui comptent comme Géo Libbrecht, Jean-Pierre Verheggen, Guy Denis ou Marcel Hicter.[Interprétation personnelle ?]

## Publications

### Œuvres wallonnes
- C’èsteuve ayîr [C'était hier], Gembloux, J. Duculot, 1943. (Le texte, écrit en 1931, a été primé par la Société de langue et de littérature wallonnes et a été publié dans le Bulletin de la Société de Littérature wallonne, vol. 64)
- Boles di savon [Bulles de savon], Gembloux, J. Duculot, 1942.
- Do vète, do nwâr (wa) [Du vert, du noir], Namur, Les Cahiers wallons, 1944.
- Flora dal Houlote [Flora du Hibou], drame poétique en 4 actes, Fosses, J. Romain, 1949.

### Œuvres françaises (sous le pseudonyme de F.-José Maugis)
- En attendant la caravelle, recueil de poésie, Châtelet, éd. A. Dandoy, 1936, 98 p.

- L'Infante au masque, roman, Marcinelle, éd. J. Dupuis, Fils & Cie, coll. « Azur », no 71, 220 p.[note 1]
- Le Collier de plomb, roman, Marcinelle, éd. J. Dupuis, Fils & Cie, coll. « Azur »., no 124, 229 p.

## Réception critique
La dialectologue Marie-Thérèse Bettonville-Counet cite Gabrielle Bernard parmi les écrivains de langue namuroise qui, au cours du XXe siècle, « poussent l’exploration dans la voie de l'intime, de l'individuel, du mystérieux » :

« Mais Namur s’active et innove dans l'émotion, l'anticonformisme, la confidence. La sensibilité de Gabrielle BERNARD (1893-1963) exploite largement dans C’esteûve ayîr [1932], Li vî viladje [1934] et Boles di savon (1942), le tableau villageois au naturel terrien. Sombre résignation du Pays noir et fougue dosée se disputent dans un style souvent oral. On s’en inspirera… »

Le critique Jules-Louis Tellier la qualifie de « Reine du Félibrige wallon ».

## Hommages
- Une sélection de ses poèmes ont été repris dans Poèmes choisis de Gabrielle Bernard, publié à La Vie wallonne en 1938 et édité par Maurice Piron.
- Maurice Piron la cite dans son Anthologie de la littérature wallonne.
- À Moustier-sur-Sambre, le centre culturel porte le nom de Gabrielle Bernard. Détruit par un incendie en 2009, il a été reconstruit avec une bibliothèque et deux salles pouvant accueillir chacune un peu plus de 200 personnes, le hall d’entrée servant aussi de salle d’exposition. Le cout de la reconstruction (± quatre millions d’euros) a été assumé aux trois quarts par les compagnies d’assurances, le solde étant payé par la commune[7].